# Пожежник (фільм)
«Пожежник» (англ. The Fireman; інші назви — The Fiery Circle / A Gallant Fireman) — американська короткометражна кінокомедія режисера Чарльза Чапліна 1916 року.

## Сюжет
В красиву дівчину закохані пожежний (якого грає Чаплін) і його начальник-грубіян. Батько дівчини обіцяє начальнику видати за нього свою дочку, але за однієї умови — якщо пожежна команда не приїде, коли він підпалить свій будинок заради отримання вигідної страховки. Після підпалу батько з жахом помічає, що дочка залишилася на верхньому поверсі. Пожежний приходить їй на допомогу.

## У ролях
- Чарлі Чаплін — конюх пожежної бригади
- Една Первіенс — дівчина
- Ллойд Бекон — її батько
- Ерік Кемпбелл — начальник бригади
- Альберт Остін — пожежник
- Джеймс Келлі — пожежник
- Френк Коулмен — пожежник